# Hestia

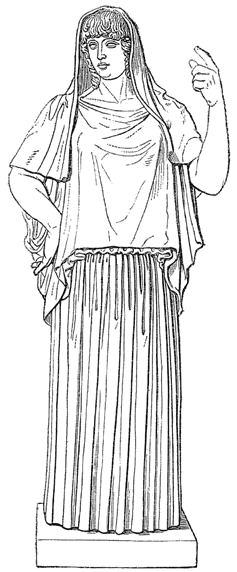
Hestia Giustiniani (Rom)

Hestia (altgriechisch Ἑστία Hestía, ionisch Ἱστίη Histíē, deutsch ‚Herd‘) ist in der griechischen Mythologie die Göttin des Familien- und Staatsherdes, des Herd- und Opferfeuers und eine der zwölf olympischen Götter.
Ihr entspricht Vesta in der römischen Mythologie.
Hestia ist Schützerin der Eintracht der Familien.

## Mythos
Sie war die älteste Tochter des Kronos und der Rhea und Schwester des Zeus, des Poseidon, des Hades, der Demeter und der Hera. Sie wurde von ihrem Vater verschlungen, aber durch die List ihrer Mutter und ihres Bruders Zeus gerettet.
Sie war eine jungfräuliche Göttin und wie Athene und Artemis nicht der Macht der Aphrodite unterworfen. Als Poseidon und Apollon um sie warben, schwor sie beim Haupt des Zeus, ewig Jungfrau zu bleiben. Zeus gewährte ihr auf diesen Wunsch hin immerwährende Jungfräulichkeit und wies ihr einen ehrenvollen Platz als Hüterin und Opferempfängerin „mitten im Haus“ an.
Ovid erzählt, dass Rhea die Götter zu einem Fest geladen hatte. Nachdem alle reichlich Wein genossen hatten und die meisten in den Schlaf gesunken waren, versuchte der lüsterne Gott Priapos die schlafende Hestia zu vergewaltigen. Das Geschrei eines Esels bewirkte, dass Hestia aufwachte, alles lief hinzu und Priapos musste durch die aufgebrachte Menge fliehen (sein Kult auf Lampsakos wird mit einem Eselsopfer begangen).

## Kult
Über Kultstätten und Tempel der Hestia ist relativ wenig überliefert. Die Ursache mag sein, dass der Herd eines jeden Hauses und der Herd des Prytaneions, also sowohl im privaten als auch im öffentlichen Bereich das jeweilige sakrale Zentrum der Gemeinschaft, der Hestia geweiht waren. Ihr gebührte das erste Opfer. Pausanias vermerkt, dass ihr in Olympia noch vor Zeus geopfert wurde. Platon leitet ihren Namen etwas gewagt von οὐσία ousía (altattisch ἐσσία essía, deutsch ‚wahrhaftes Sein‘, ‚Wirklichkeit‘) her und begründet damit, dass ihr als Erste geopfert wird, denn die Essenz des Seins stehe natürlich an erster Stelle. Genau genommen gebührte ihr das erste und das letzte Opfer, was auch damit in Beziehung gesetzt wurde, dass sie die „Erste und die Letzte“ war, als erstes der Kinder des Kronos war sie auch als Erste von ihm verschlungen worden, von ihm wieder ausgespien wurde sie aber als Letztes.
Der häusliche Herd, ursprünglich in der Mitte des Hauptraums, war der Ort des häuslichen Kultes, hier wurde bei der Amphidromia das Neugeborene in die Hausgemeinschaft aufgenommen, hier konnte ein Schutzflehender Asyl finden und man konnte beim Herd schwören. Sie war nicht nur die Schutzherrin aller Häuslichkeit, nach Diodor soll sie auch den Hausbau erfunden haben.
Die Göttin des privaten Herdfeuers war auch Göttin des Herdfeuers der Gemeinschaft, der koine hestia als Symbol der Gemeinschaft der Polis. Deshalb war in den griechischen Stadtstaaten das Prytaneion der Hestia geweiht, und sie hatte dort einen Altar, auf dem ihr zu Ehren ein ewiges Feuer unterhalten wurde. Von diesem Altar nahmen die in die Ferne ziehenden Kolonisten Feuer mit für den Herd ihrer künftigen Niederlassung. Bei Gründung einer neuen Stadt sollte (jedenfalls nach der Idealvorstellung von Platon) als erstes der Hestia, Zeus und Athene (in dieser Reihenfolge) ein heiliger Bezirk auf der Akropolis zugewiesen werden.
Ausdrücklich von Pausanias in der Beschreibung Griechenlands erwähnte Kultstätten der Hestia sind:
- Athen (Prytaneion mit Kultbildern von Hestia und Eirene)[13]
- Oropos[14]
- Hermione[15]
- Sparta[16]
- Olympia[17]

Außerdem wird der Kult der Hestia in Larissa von Bakchylides und auf Tenedos von Pindar erwähnt.
Im Kult erscheint sie häufig zusammen mit Hera, aber auch mit Hermes, so in Oropos und in Olympia. Der Homerische Hymnos XXIX ist beiden Göttern gleichermaßen gewidmet. Sie werden angerufen und eingeladen im Haus zu weilen und es zu segnen. Ohne das Weinopfer für Hestia zu Beginn und Ende des Mahles kann keine gesittete Gastlichkeit sein.
Wie oben erwähnt, war der Kult der Hestia sowohl im privaten als auch im öffentlichen Bereich an zentraler Stelle repräsentiert, was immer wieder als Begründung dafür herangezogen wird, dass es kaum ausgewiesene Tempel oder Heiligtümer der Hestia gibt: Wer überall den vornehmsten Ehrenplatz bereits innehat, bedarf keiner weiteren kultischen Ehrung durch Tempel und Statuen. Dennoch hat das sehr weitgehende Fehlen von Inschriften, die z. B. eine Priesterschaft der Hestia bezeugen, Verwunderung erregt.
In Athen beispielsweise gibt es keine einzige gesicherte Inschrift, die einen Kult der Hestia belegt. Eine sich auf „Hestia, Livia und Julia“ beziehende Inschrift gilt wohl nicht der griechischen Hestia, sondern dem in der Kaiserzeit in Athen eingeführten Kult der römischen Vesta. Priester der Hestia sind nur aus Delos, Stratonikeia in Karien und Chalkis bekannt. Schließlich sind in Kameiros auf Rhodos noch Personen bezeugt, die damiurgoi der Hestia genannt wurden, und in Sparta ist im 2. Jahrhundert mehrfach der Titel hestia poleos („Hestia der Stadt“) als weiblicher Ehrentitel belegt. Ob damit ein Amt oder eine öffentliche Funktion verbunden war, ist unklar aber eher unwahrscheinlich. Insgesamt ist das für eine der ranghöchsten unter den olympischen Göttern bemerkenswert wenig.

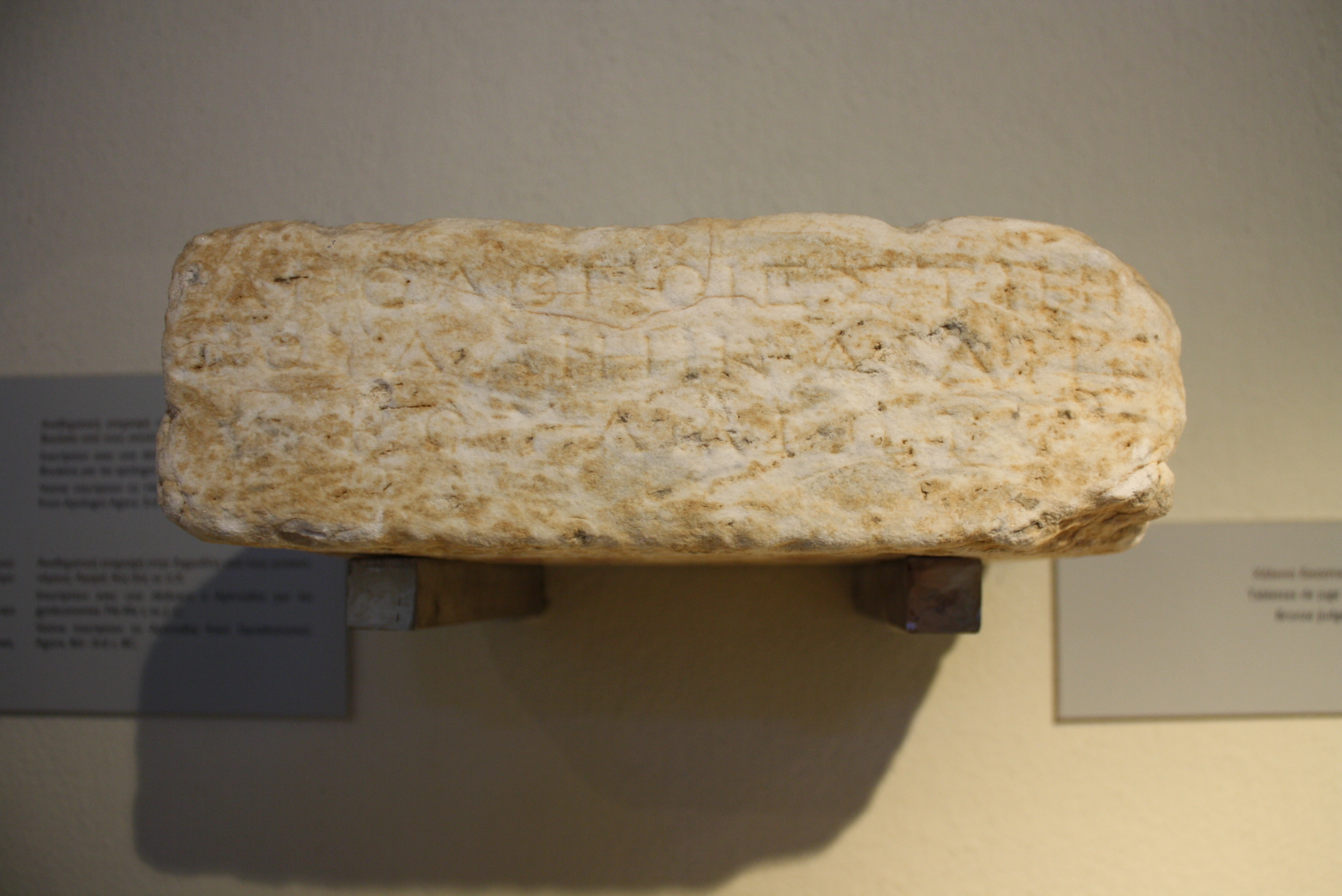
Weihung des Gremiums der Apologoi in der Stadt Thasos an Hestia Boulaia und Zeus Boulaios, heute im Archäologischen Museum Thasos

Demgegenüber ist der öffentliche Kult der Hestia Prytaneia im Prytaneion, dem Sitz der Stadtregierung, und der Hestia Boulaia im Buleuterion, dem Sitz des Stadtrates, gut und vielfach bezeugt, woraus geschlossen werden könnte, dass die Kultobliegenheiten der Hestia zu besorgen, Teil eines öffentlichen Amtes war, wofür es auch entsprechende Belege bei Dionysios von Halikarnassos und Aristoteles gibt.

## Darstellung

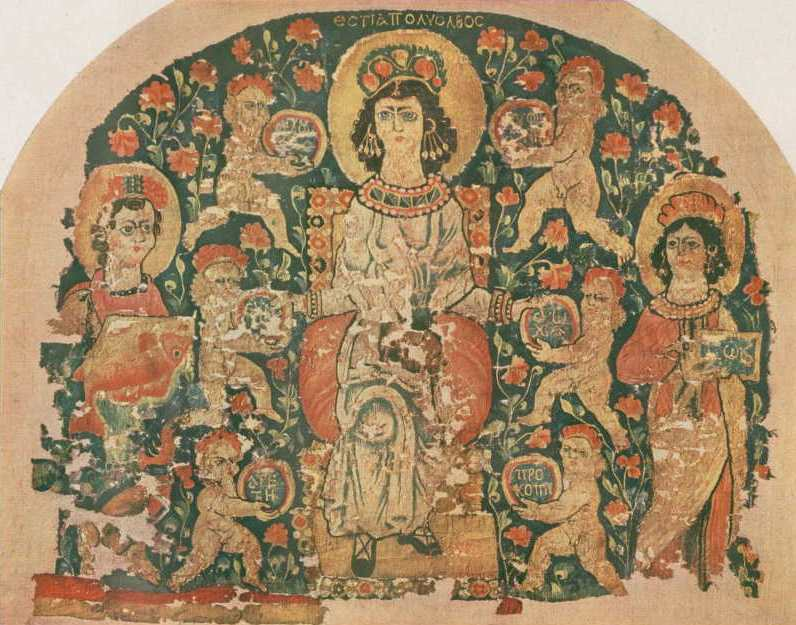
Hestia als Gnadenspenderin. Ägyptischer Bildteppich des 6. Jahrhunderts (Dumbarton Oaks Collection, Washington)

Dem reinen und keuschen Wesen der Göttin entsprechend, pflegte man sie sitzend oder ruhig dastehend mit ernstem Gesichtsausdruck und stets völlig bekleidet darzustellen. Im ganzen gab es im Altertum nur wenige Statuen der Hestia, die berühmteste war die des Skopas. In erhaltenen Statuen ist Hestia noch nicht sicher nachgewiesen; man bezieht auf sie gewöhnlich die sogenannte „Hestia Giustiniani“ im Museo Torlonia in Rom, eine weibliche Gewandstatue strengen Stils, etwa aus der Zeit der Giebelfiguren des Zeustempels in Olympia und diesen formenverwandt. Auf römischen Münzen erscheint sie mit dem Palladion und Simpulum.
Da Hestia in Darstellungen nicht durch ein für sie spezifisches Attribut (wie etwa der Dreizack des Poseidon oder der Hammer des Hephaistos) ausgewiesen wird, ist eine Zuordnung meist nur dann sicher, wenn die Dargestellte (etwa in der Vasenmalerei) durch einen Schriftzug mit ihrem Namen eindeutig identifiziert wird. Hestia wurde ferner auch geflügelt dargestellt, was eine Unterscheidung zwischen Hestia und der geflügelten Iris erschwert. In Darstellungen der zwölf olympischen Götter sitzt statt ihrer oft Dionysos auf dem Thron.

## Hestia in der Philosophie
In der Kosmologie der Pythagoräer (z. B. bei Philolaos) ist die Hestia das (unsichtbare) Zentralfeuer, um das in einem Heptachord die Planeten kreisen (zu denen auch die Sonne zählt), die durch diese Kreisbewegung die Sphärenharmonie erzeugen. Es ist nicht sicher, dass bei diesen kosmologischen Spekulationen auch die Göttin assoziiert wurde und nicht nur das Abstraktum Feuer. Dass die Verbindung tatsächlich hergestellt wurde, belegen zwei Epigramme der Claudia Trophime, 92 n. Chr. Prytanis von Ephesos. Das erste lautet:

„Sie [Hestia] hat den Göttern bei ihren Mahlzeiten (Speise und Trank) gereicht, sie unterhält das blühende Feuer der Heimatstadt; liebste Göttin, Blüte des Weltalls, ewiges Feuer, Göttin, die du auf dem Herdaltar den Feuerbrand unterhältst, der vom Himmel stammt.“

Schon erwähnt wurde die von Platon stammende Herleitung des Namens der Hestia von οὐσία ousía und die damit begründete Gleichsetzung Hestias mit der Essenz des Seins, der wahren Wirklichkeit. Die gleiche Entsprechung findet sich später bei Plotin, wo die Gleichsetzung zu Einheit (Monade) = Sein = Hestia ausgebaut wird.
Die von den Pythagoräern ausgegangene Spekulation treibt Blüten bis in den deutschen Idealismus. Bei Schelling versucht sie sich zurückzuwinden zur naturwissenschaftlichen Wurzel:

„Die Alten haben unter dem Namen Vesta (Hestia) die allgemeine Substanz und diese selbst unter dem Sinnbild des Feuers verehrt. Sie haben uns dadurch einen Wink hinterlassen, daß das Feuer nichts anderes als die reine in der Körperlichkeit durchbrechende Substanz oder dritte Dimension sei, eine Ansicht, die uns über die Natur des Verbrennungsprozesses, dessen Haupterscheinung das Feuer ist, vorläufig schon einiges Licht gibt.“